# Jan Lindner
Jan Lindner (* 9. Juli 1985 in Jena) ist ein deutscher Schriftsteller, Hörbuchsprecher und Lesebühnenautor. Er ist vor allem bekannt für seine Sonettenkränze.

## Leben und Schaffen
Lindner wuchs als Sohn eines Musikers und einer Psychologin in Jena auf. Nach Abitur und Zivildienst begann er ein Philosophie-Studium in Leipzig, das er 2010 abschloss.
Sein erstes Gedicht schrieb Lindner 2003, weitere Texte folgten im Rahmen eines Engagements als Sänger (später Keyboarder) in einer Band. Ab 2006 kam es zu ersten Veröffentlichungen in Anthologien und Zeitschriften. 2007 wurde Lindner beim Gedankenfenster Jena, einem Kulturwettbewerb seiner Heimatstadt, ausgezeichnet. Im Dezember 2009 erschien sein Gedichtband Ein Suppenkasper gibt den Löffel ab. Darin kommen klassische lyrische Formen zum Einsatz, wie das Sonett, einige bitter-böse Limericks und bis zu siebenstrophige Schüttelreime im jambischen Rhythmus. Thematisch reichen die Gedichte von der Moritat über satirisch-witzig bis hin zur Liebesode. Als Quellen der Inspiration gelten Georg Heym, Georg Trakl und Paul Celan, aber auch Wilhelm Busch und Heinz Erhardt.
Der zweite, 2013 erschienene Gedichtband Der Teddy mit den losen Kulleraugen enthält Sonette, Limericks, mehrstrophige Schüttelreime und Geschüttelte Spiegelsonette, eine von Lindner entwickelte literarische Form, sowie die beiden Sonettenkränze Die Siedlung am Fluss und Vorm schwarzen Tor. Die Siedlung am Fluss beschreibt beklemmende Episoden des Alltags – mit Krieg, Tod, Unglück und Naturgewalten. Vorm schwarzen Tor handelt vom Tod in zwei Gestalten – ein Junge mit seinem Teddybären, der in einen Autounfall verwickelt wird, und ein alter Mann, den es zu einem Ort jenseits einer Mauer hinzieht.
Für den Sonettenkranz Vorm schwarzen Tor erhielt Lindner 2012 den 1. Preis beim Schreibwettbewerb JuLi im Juni. Im Rahmen seiner Mitgliedschaften beim Friedrich-Bödecker-Kreis Thüringen (seit 2012) und Sachsen (seit 2015) engagiert er sich für die Förderung von Literatur an Schulen. Seit 2014 ist Lindner deutschlandweit auf Poetry Slams unterwegs und konnte sich mit seinem Sonettenkranz Die Siedlung am Fluss im selben Jahr für die Teilnahme an den Leipziger Stadtmeisterschaften sowie den Sächsischen Meisterschaften qualifizieren.
Lindner ist Gründungsmitglied der Leipziger Lesebühnen Kunstloses Brot, Pinzette vs. Kneifzange sowie des Topic Slams. Zur Fußball-Weltmeisterschaft 2014 verfasste er Sonette zu den einzelnen Spielen der deutschen Nationalmannschaft, woraus ein WM-Sonettenzyklus mit sieben Einzelsonetten entstand, inklusive Weltmeistersonett. Einzelne Sonette erschienen in der Leipziger Volkszeitung, Thüringer Allgemeinen, Ostthüringer Zeitung sowie Thüringischen Landeszeitung. Der komplette Zyklus steht auf seiner Homepage kostenfrei zur Verfügung.
Seit 2014 ist Lindner tätig als Sprecher für das Lokalfernsehen, seit 2015 für den Radiosender mephisto 97.6. 2016 erschien sein erster Erzählband Auf Teufel komm Rausch, 2019 wurde sein Theaterstück Dr. Zargota in Leipzig uraufgeführt. Seit 2021 ist sein Theaterstück Romeo und Julia: Reanimiert in Buchform erhältlich. Letzteres kann auch auf Lindners Hörbuchpodcast Hörbücher zum Einschlafen, für den er wöchentlich Literaturklassiker und Märchen vertont, als komplettes Hörbuch nachgehört werden. Beteiligt an der Vertonung der Klassikeradaption waren insgesamt 15 verschiedene Sprecherinnen und Sprecher, darunter Christian von Aster, Volly Tanner oder Henriette Schreurs.
Ebenfalls 2021 erhielt Lindner zwei zweite Plätze beim Chemnitzer Hörspielwettbewerb, für die Vertonung seiner Kurzgeschichte Matrjoschka sowie die stimmliche Beteiligung am Hörspiel Das Verblassen des Lichts von Johannes Bundemann. 2022 erhielt Lindner beim gleichen Wettbewerb den dritten Platz, für die Vertonung seiner Kurzgeschichte Der kleine Franklin.
Jan Lindner lebt und arbeitet in Leipzig.

## Werke
- Ein Suppenkasper gibt den Löffel ab. Edition PaperONE, Leipzig 2009. ISBN 978-3-941134-48-5
- Der Teddy mit den losen Kulleraugen. Periplaneta Verlag, Berlin 2013. ISBN 978-3-943876-60-4
- Auf Teufel komm Rausch. Periplaneta Verlag, Berlin 2016. ISBN 978-3-943412-23-9
- Romeo und Julia: Reanimiert. Brimborium Verlag, Leipzig 2021. ISBN 978-3-949615-97-9

## Auszeichnungen
- 2007 und 2008: Preisträger beim Jungen Literaturforum Hessen-Thüringen[15]
- 2008: 5. Platz (und 2010 Top Ten) beim Schreibwettbewerb Eobanus-Hessus[15]
- 2015: Preisträger beim mephisto 97.6 Hörspielwettbewerb[16]
- 2021: 2. Platz beim Chemnitzer Hörspielwettbewerb
- 2022: 3. Platz beim Chemnitzer Hörspielwettbewerb